# Nissan Titan
Il Nissan Titan è un pick-up full-size prodotto negli Stati Uniti dal costruttore automobilistico giapponese Nissan, a partire dal 2003. Prende il nome dai Titani della Mitologia greca.
La prima generazione (A60) è stata prodotta dal 2003 fino al 2015; la seconda (A61) è stata svelata al pubblico al Salone dell'automobile di Detroit, nel 2015.

## Prima generazione (A60; 2003-2015)
Lo sviluppo del Titan è iniziato nel settembre 1999, sotto la guida di Diane Allen. L'esterno della TA60 di Giovanny Arroba è stato scelto alla fine del 2000, con un blocco della produzione finale nel luglio 2001. La produzione è iniziata il 21 settembre 2003 e le vendite il primo dicembre 2003.

### Motorizzazioni
Tutti i modelli sono stati forniti di serie con un motore da 32 valvole, 5,6 litri, VK56DE, che genera 317 CV (236 kW) (305 CV o 227 kW sui modelli 2004-2007) e 522 Nm di coppia. La prima generazione di Titan era dotata di un telaio a scala completamente scatolato ed era disponibile con trazione posteriore o sistema di trazione integrale, con cambio al volo accoppiato a un cambio automatico RE5R05A, a cinque velocità.

## Seconda generazione (A61; 2016-)

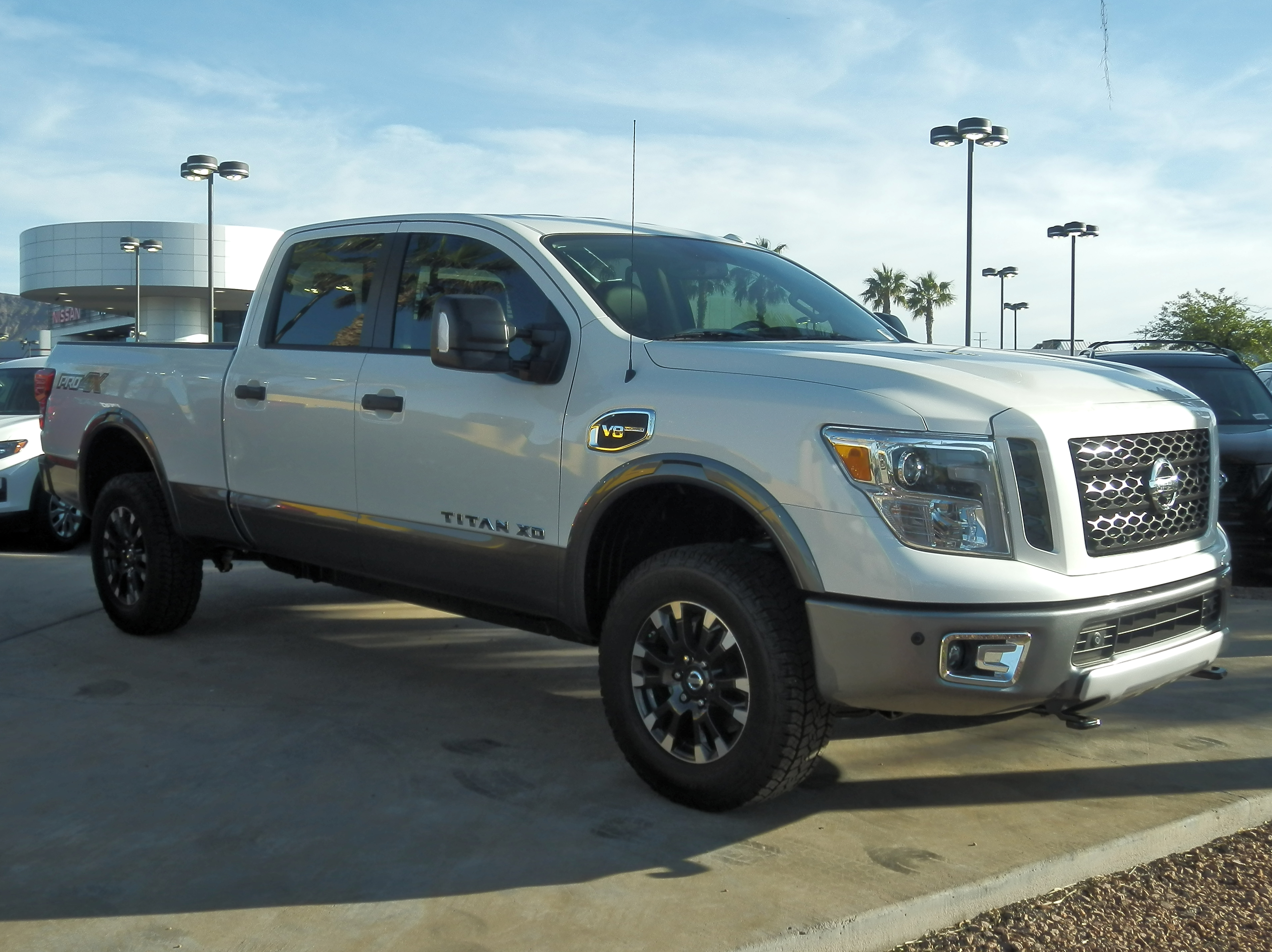
Titan II generazione

Nissan ha presentato la seconda generazione di Titan al North American International Auto Show del 2015.
Il motore standard adottato è un motore a benzina V8 da 5,6 litri. Il motore è aumentato di potenza rispetto al modello precedente, producendo 390 CV (290 kW) e 534 Nm di coppia, abbinato ad un cambio automatico a sette rapporti. Inoltre, fino alla fine del 2019, il Titan di seconda generazione ha offerto un V8 turbo-diesel Cummins 5,0 litri da 310 cavalli (230 kW) che produce quasi 752 Nm di coppia.

### Restyling 2020

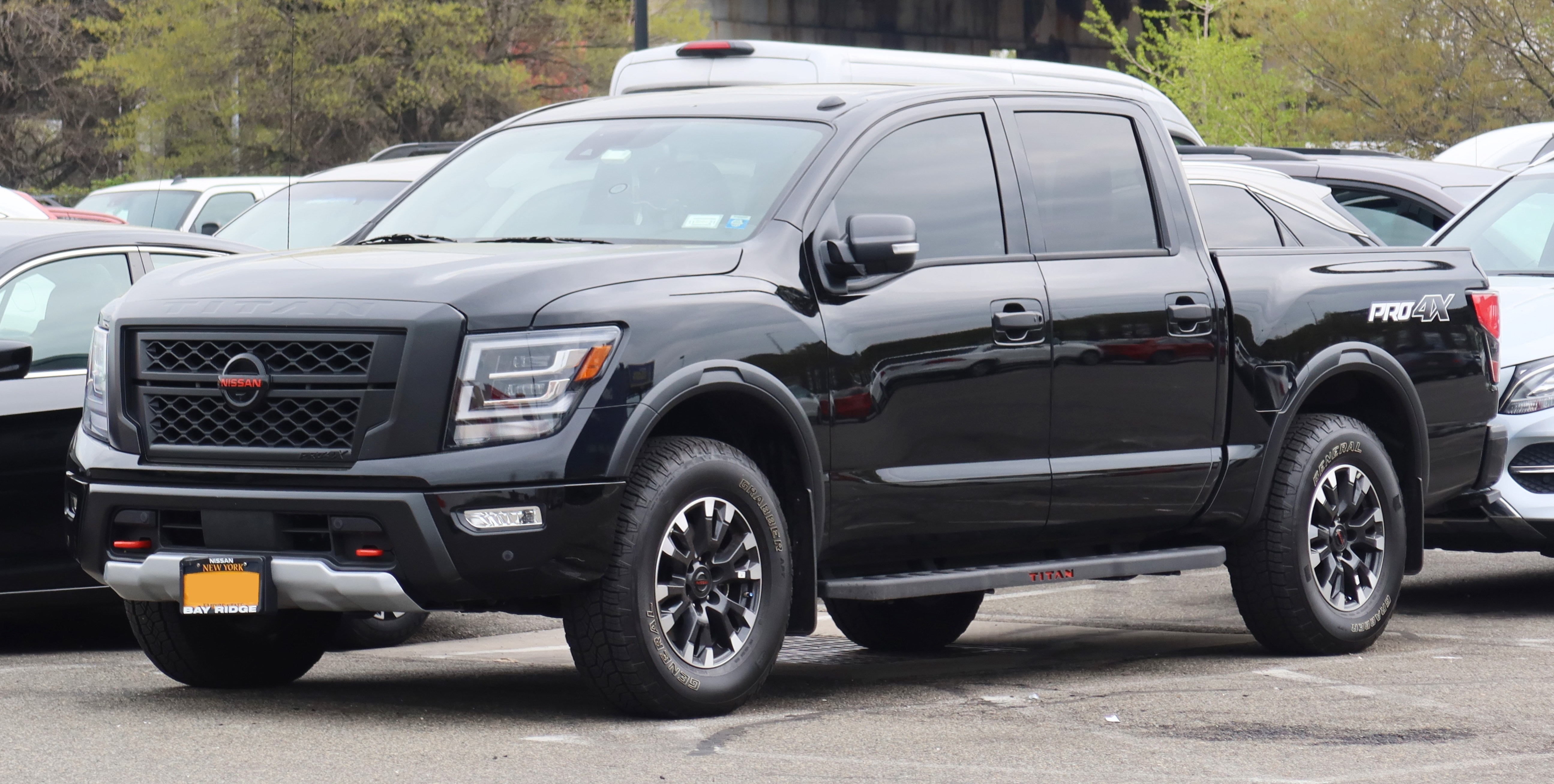
Restyling 2020

Per il 2020, Nissan ha presentato Titan e Titan XD rinnovati, sebbene il motore turbo-diesel V8 Cummins da 5,0 litri, disponibile sulla Titan XD per impieghi gravosi, non sia stato più utilizzato, lasciando solo il V8 a benzina "Endurance" da 5,6 litri. Un nuovo cambio automatico Jatco, a nove velocità, ha sostituito il precedente cambio automatico a sette velocità. La novità per il 2020 è che il V8 di Nissan produce 400 cavalli (300 kW; 560 Nm).